# Quantenkanal
Der Begriff Quantenkanal bezeichnet einen Übertragungskanal, der Quanteninformation oder einen quantenmechanischen Zustand übertragen kann. Eine Informationsübertragung kann mit oder ohne Quantenspeicherung erfolgen. Ein Beispiel für Quanteninformation ist der Spin eines Photons (im Wesentlichen die Art seiner Polarisation); damit ist eine verschlüsselte oder abhörsichere Informationsübertragung (Quantenkryptographie) möglich.
In der Literatur wird der Begriff Quantenkanal für verschiedene Ausprägungen verwendet:
- Ein physikalisches System, das ein Qubit von einem Ort an einen anderen transportieren kann, also zum Beispiel eine Glasfaser, durch die Photonen versendet werden[1]
- Die lineare Abbildung {\displaystyle Q}, die den Input- auf den Output-Zustand des Kanals abbildet und dabei die Eigenschaften eines realen (also nicht-idealen) Kanals berücksichtigt. Die Menge der dabei auftretenden Abbildungen (oft auch als „Quantenoperationen“ bezeichnet) enthält alle deterministischen, von der Quantenmechanik erlaubten Abbildungen (Definition s. u.) auf dem Input-Raum. Daher wird auch, unabhängig vom Bild des Übertragungskanals, jede solche Abbildung als Quantenkanal bezeichnet. Mit Ausnahme der (nicht-deterministischen) Messungen[2] beschreiben die Quantenkanäle damit die allgemeinste von der Quantenmechanik erlaubte Zeitentwicklung und insbesondere die Zeitentwicklung offener Systeme und Prozesse wie Dekohärenz und Dissipation.
- Ein Paar maximal verschränkter Teilchen, das zum Beispiel bei der Quantenteleportation dabei hilft, einen Zustand zwischen zwei Quantensystemen zu übertragen.[3] Dieser Quantenkanal überträgt keine Information. Es ist eine Eigenschaft der Verschränkung, dass die Information dazu in der Verschränkung selber steckt. Man kann durch Messen an der Empfangsseite keine Information gewinnen. Dieser Fall wird unten nicht weiter behandelt.

Ein Quantenkanal wird mathematisch durch einen sogenannten Super-Operator (d. h., einen Operator, der auf Operatoren wirkt) beschrieben. Dieser Super-Operator {\displaystyle Q} wirkt auf den Dichteoperator {\displaystyle \rho _{in}}, der den Quantenzustand auf der Senderseite beschreibt, und {\displaystyle \rho _{out}=Q(\rho _{in})} gibt dann den Zustand an, der auf Empfängerseite ankommt.
Ein Super-Operator {\displaystyle Q}, der auf {\displaystyle {\mathcal {B(H)}}}, den Operatoren auf dem Hilbertraum {\displaystyle {\mathcal {H}}}, wirkt, ist genau dann ein Quantenkanal, wenn {\displaystyle Q}
spurerhaltendend und vollständig positiv ist, das heißt, wenn
1. {\displaystyle \mathrm {tr} (Q(\rho ))=\mathrm {tr} (\rho )} für alle {\displaystyle \rho } und
2. für alle positiven Operatoren {\displaystyle \sigma \in {\mathcal {B(H\otimes K)}}} gilt, dass auch {\displaystyle (Q\otimes \mathbf {1} )(\sigma )} positiv ist.

Quantenkanäle sind ein zentrales Studienobjekt der Quanteninformatik. Von besonderem Interesse ist ihre Kapazität zur Datenübertragung in Verallgemeinerung zur Kanalkapazität der klassischen Shannonschen Informationstheorie. Zu den wichtigsten Kapazitäten (von denen nicht alle eine klassische Entsprechung haben) gehören die klassische Kapazität (die angibt, wie viele klassische Bits pro Kanalnutzung fehlerfrei übertragen werden können, im Limit unendlich vieler Verwendungen des Kanals), die Quantenkapazität (wie viele Qubits können im asymptotischen Fall pro Kanalnutzung fehlerfrei übertragen werden), und die Privatkapazität (wie viel geheime Bits können pro Kanalnutzung übertragen werden).
Für die meisten Quantenkanäle können diese Kapazitäten derzeit nur näherungsweise berechnet werden.
Eine spezielle Form von Quantenkanal ist der Quantenspeicher. Hier geht es um Informationsübertragung in der Zeit, statt wie sonst im Raum. Der mathematische Formalismus (und auch die Fragestellungen an die Kapazität) sind aber genau dieselben.

## Eigenschaften des Quantenkanals
Ein Quantenkanal ist durch mehrere Schlüsseleigenschaften, darunter Linearität, Unitarität, Quantenrauschen, Verschränkungserzeugung und der Einschränkung durch das No-Cloning-Theorem, charakterisiert. Die Eigenschaften sind von wesentlicher Bedeutung für Entwurf und Analyse von Quantenkommunikationssystemen und quantenkryptografischen Protokollen.
Beschrieben werden diese Eigenschaften mathematisch durch lineare Transformationen, einheitliche Operatoren und die physikalischen Prozesse zur Erzeugung von Verschränkungen.

### Linearität
Ein Quantenkanal ist linear, wenn er den Prinzipien der Quantenüberlagerung folgt. Mathematisch wird dies durch eine lineare Transformation beschrieben, die üblicherweise durch eine Matrix oder einen  Operator dargestellt wird. Bei einem Quantenkanal, der ein Qubit, überträgt, wird das Eingangs-Qubit entsprechend der Dirac-Notation für quantenmechanische Zustände durch einen Zustandsvektor {\displaystyle \left|\psi \right\rangle } mathematisch beschrieben, der Kanal durch eine Matrix {\displaystyle A} und der Ausgangszustand nach Anwendung des Kanals als {\displaystyle A\left|\psi \right\rangle } repräsentiert.

### Unitarität
Quantenkanäle müssen einheitlich (unitär) sein, was bedeutet, dass sie die Norm des Eingabezustands beibehalten. Dadurch wird sichergestellt, dass die Wahrscheinlichkeiten unterschiedlicher Ergebnisse konsistent bleiben. Mathematisch wird eine einheitliche Transformation durch eine Matrix {\displaystyle U} dargestellt, die die Bedingung {\displaystyle \ U^{T}U=I} erfüllt, wobei {\displaystyle \ U^{T}} die konjugierte Transponierte von {\displaystyle U} bezeichnet und {\displaystyle I} die Identitätsmatrix ist. Diese Bedingung gewährleistet, dass der Kanal reversibel ist und Informationen zuverlässig in beide Richtungen übertragen werden können.

## Mathematische Darstellung
Jeder Quantenkanal lässt sich in der Kraus-Darstellung schreiben: Für jeden Kanal {\displaystyle Q:{\mathcal {B(H)\to B(K)}}} gibt es lineare Operatoren {\displaystyle Q_{k},k=1,2,...,L} mit {\displaystyle Q_{k}:{\mathcal {H\to K}}} und {\displaystyle \textstyle \sum _{k=1}^{L}Q_{k}^{\dagger }Q_{k}=\mathbf {1} _{\mathcal {K}}}, sodass für alle {\displaystyle \rho } gilt
{\displaystyle Q(\rho )=\sum _{k}Q_{k}\rho Q_{k}^{\dagger }}.
Die {\displaystyle Q_{k}} werden auch als Kraus-Operatoren bezeichnet. Die Kraus-Darstellung ist nicht eindeutig, Die kleinste Zahl an {\displaystyle Q_{k}} die ausreicht, um {\displaystyle Q} darzustellen, heißt Kraus-Rang des Quantenkanals Q. Der Kraus-Rang von {\displaystyle Q} liegt zwischen 1 und dem Produkt der Dimensionen der beiden Hilberträume, {\displaystyle \mathrm {dim} ({\mathcal {H}})\mathrm {dim} ({\mathcal {K}})}. Quantenkanäle mit Kraus-Rang 1 sind unitär.
Jeder Term in der Kraus-Darstellung kann als Zeitevolution des Systems interpretiert werden, die mit Wahrscheinlichkeit {\displaystyle p_{k}=\mathrm {tr} (Q_{k}\rho Q_{k}^{\dagger })} eintritt. Der Quantenkanal beschreibt die Situation, dass nicht bekannt ist, welche dieser Möglichkeiten eintritt, und daher die statistische Mischung aller möglichen Evolutionen betrachtet wird. Die folgende unitäre Darstellung des Quantenkanals macht deutlich, dass man das Auftreten von verschiedenen möglichen Evolutionen und die Mittelung darüber verstehen kann als das Ergebnis von dem Betrachter (der {\displaystyle Q} zur Beschreibung der Dynamik benutzt) nicht zugänglichen Messungen in der sogenannten „Umgebung“ des betrachteten Quantensystems, das heißt, allen Systeme, die mit dem betrachteten System direkt oder indirekt wechselwirken.
Dieses Bild wird klarer in der folgenden Darstellung von {\displaystyle Q} als unitäre Evolution auf {\displaystyle {\mathcal {H}}} und einem Hilfssystem {\displaystyle {\mathcal {H'}}} (im Englischen oft: ancilla). Für jedes {\displaystyle Q} gilt, dass es für {\displaystyle {\mathcal {H'}}={\mathcal {K}}\otimes {\mathcal {K}}} und einen beliebigen Zustand {\displaystyle |\phi \rangle \in {\mathcal {H'}}} eine unitäre Abbildung {\displaystyle U} auf {\displaystyle {\mathcal {H}}\otimes {\mathcal {H'}}} gibt, sodass gilt
{\displaystyle Q(\rho )=\mathrm {tr} _{E}(U\rho \otimes |\phi \rangle \langle \phi |U^{\dagger })},
wobei {\displaystyle \mathrm {tr} _{E}} die partielle Spur über die „Umgebung“, d. h., die ersten beiden Tensorfaktoren {\displaystyle {\mathcal {H}}\otimes {\mathcal {K}}} bezeichnet. Schreibt man die Partialspur mithilfe einer Orthonormalbasis {\displaystyle \{|k\rangle \}\in {\mathcal {H}}\otimes {\mathcal {K}}} aus, so gilt also
{\displaystyle Q(\rho )=\sum _{k}{}_{E}\langle k|(U\rho \otimes |\phi \rangle \langle \phi |U^{\dagger })|k\rangle _{E}}
und jeder Term der Summe entspricht einem Term in der Kraus-Darstellung mit {\displaystyle Q_{k}={}_{E}\langle k|U|\phi \rangle _{\mathcal {H'}}}.
Die beiden Darstellungen sind äquivalent: aus der Kraus-Darstellung lässt sich das {\displaystyle U} einer unitären Darstellung konstruieren und umgekehrt aus {\displaystyle U,|\phi \rangle } die {\displaystyle Q_{k}}.
Die unitäre Darstellung wird oft im Heisenberg-Bild betrachtet (in dem Operatoren, nicht Zustände evolvieren, der Kanal im Heisenberg-Bild wird mit {\displaystyle Q^{*}} bezeichnet). Dann erhält man die Stinespring-Darstellung des Quantenkanals {\displaystyle Q^{*}} mittels einer Isometrie {\displaystyle V:{\mathcal {H}}\to {\mathcal {K}}\otimes C^{r}}, wobei {\displaystyle r} eine ganze Zahl größer oder gleich dem Kraus-Rang des Kanals ist. Es gilt für alle {\displaystyle A\in {\mathcal {B(H)}}}:
{\displaystyle Q^{*}(A)=V(A\otimes \mathbf {1} _{C^{r}})V^{\dagger }}.

## Beispiele
Mehrere Quantenkanäle wurden wegen ihrer mathematischen Einfachheit oder physikalischen Wichtigkeit benannt und besonders intensiv studiert. Hier ein paar Beispiele:
- Der ideale Kanal {\displaystyle {\mathcal {I}}(\rho )=\rho } beschreibt die fehlerfreie Übertragung
- Auch jeder unitäre Kanal {\displaystyle {\mathcal {U}}(\rho )=U\rho U^{\dagger }} ist fehlerfrei und hat maximale Kapazität.
- Der depolarisierende Kanal {\displaystyle {\mathcal {D}}_{p}(\rho )=(1-p)\rho +p\mathbf {1} /2} beschreibt einen Prozess, bei dem der Inputzustand mit Wahrscheinlichkeit {\displaystyle 1-p} perfekt übertragen wird und mit Wahrscheinlichkeit {\displaystyle p} als maximal gemischter Zustand (=völlig depolarisiert) ankommt. Für Qubits beschreibt der depolarisierende Kanal den Fall, dass mit Wahrscheinlichkeit von jeweils {\displaystyle p/4} einer der drei „Pauli-Fehler“ {\displaystyle X,Z,Y} (Bitflip, Phasenflip, oder beides zusammen) auftritt und mit Wahrscheinlichkeit {\displaystyle 1-3p/4} ideale Transmission.
- Der Auslösch-Kanal (englisch: erasure channel) {\displaystyle {\mathcal {E}}_{p}(\rho )=(1-p)\rho +p|E\rangle \langle E|} beschreibt einen Prozess, bei dem die Quantenzustand mit Wahrscheinlichkeit {\displaystyle p} ganz gelöscht wird (zum Beispiel, in dem das Photon, das die Quanteninformation trägt, absorbiert wird) und mit Wahrscheinlichkeit {\displaystyle 1-p} perfekt übertragen wird.
- als verschränkungsbrechend werden Quantenkanäle bezeichnet, für die gilt, dass sie Verschränkung zwischen dem Input-System und jedem weiteren System S zerstören, d. h., für die gilt, dass der Zustand {\displaystyle Q\otimes {\mathcal {I}}(\rho )} immer separabel ist, auch wenn {\displaystyle \rho } verschränkt war.[7]